# Copriodes
Copriodes is een geslacht van vlinders van de familie sikkelmotten (Oecophoridae), uit de onderfamilie Oecophorinae.

## Soorten
- C. anassa (Meyrick, 1889)
- C. anguicula (Meyrick, 1913)
- C. aristocratica (Meyrick, 1888)
- C. gelidella (Walker, 1864)
- C. glaucaspis (Turner, 1886)
- C. hypsilopha Turner, 1935
- C. perinephela Turner, 1935
- C. polynephela Turner, 1935